# Smilax paniculata
Smilax paniculata är en enhjärtbladig växtart som beskrevs av Martin Martens och Henri Guillaume Galeotti. Smilax paniculata ingår i släktet Smilax och familjen Smilacaceae. Inga underarter finns listade.